# 비텔로니
《비텔로니》(이탈리아어: I Vitelloni)는 1953년 개봉한 이탈리아의 코미디 드라마 영화이다. 페데리코 펠리니가 감독과 공동각본을 맡았다. 1953 베네치아 영화제 은사자상 수상작이다.

## 출연

### 주연
- 프랑코 인테르렝기
- 알베르토 소르디
- 프랑코 파브리지
- 레오폴도 트리에스테
- 리카르도 펠리니
- 레오노라 루포

### 조연
- 장 브로샤르
- 카를로 로마노
- 파올라 보보니
- 비라 실렌티
- 아킬 마제로니
- 구이도 마투피
- 실비오 바골리니

## 기타
- 미술: 마리오 시아리